# Sri Mahamariamman
Sri Mahamariamman és un mandir a George Town a l'estat malai de Penang. El temple hinduista més antic de l'estat, va ser construït el 1833 i presenta escultures de divinitats a l'entrada principal i a la façana.
També es coneix com el temple indi de Queen Street. Al llarg dels anys, el temple ha estat conegut amb diversos noms: Sri Muthu Mariamman, Sri Arulmigu Mahamariamman i Sri Mariamman. Es va convertir en un lloc de culte el 1801 i es va convertir en temple el 1833.
El temple es troba al centre de la ciutat de George Town a Lebuh Queen (Queen Street) i l'entrada posterior es troba a Jalan Masjid Kapitan Keling (Pitt Street), entre Lebuh Pasar i Lebuh Chulia. Situat al barri de Little India, el temple reflecteix el ric patrimoni cultural de la ciutat. Les oracions solen ser realitzades pels sacerdots del temple i els visitants poden observar aquestes sessions de pregària si es descalcen abans d'entrar-hi.

## Arquitectura
Construït segons l'estil dravídic del sud de l'Índia, la característica més destacada del temple és l'impressionant gopuram (torre). Sobre l'entrada hi ha deïtats hindús i decoracions florals, 38 estàtues de divinitats i 4 cignes que acompanyen la deessa hindú Mahamariamman en les seves múltiples encarnacions de Minakxi, Kamatxi, Visalatxi, Buvanesvari que envolten la colorada corona de quatre nivells.

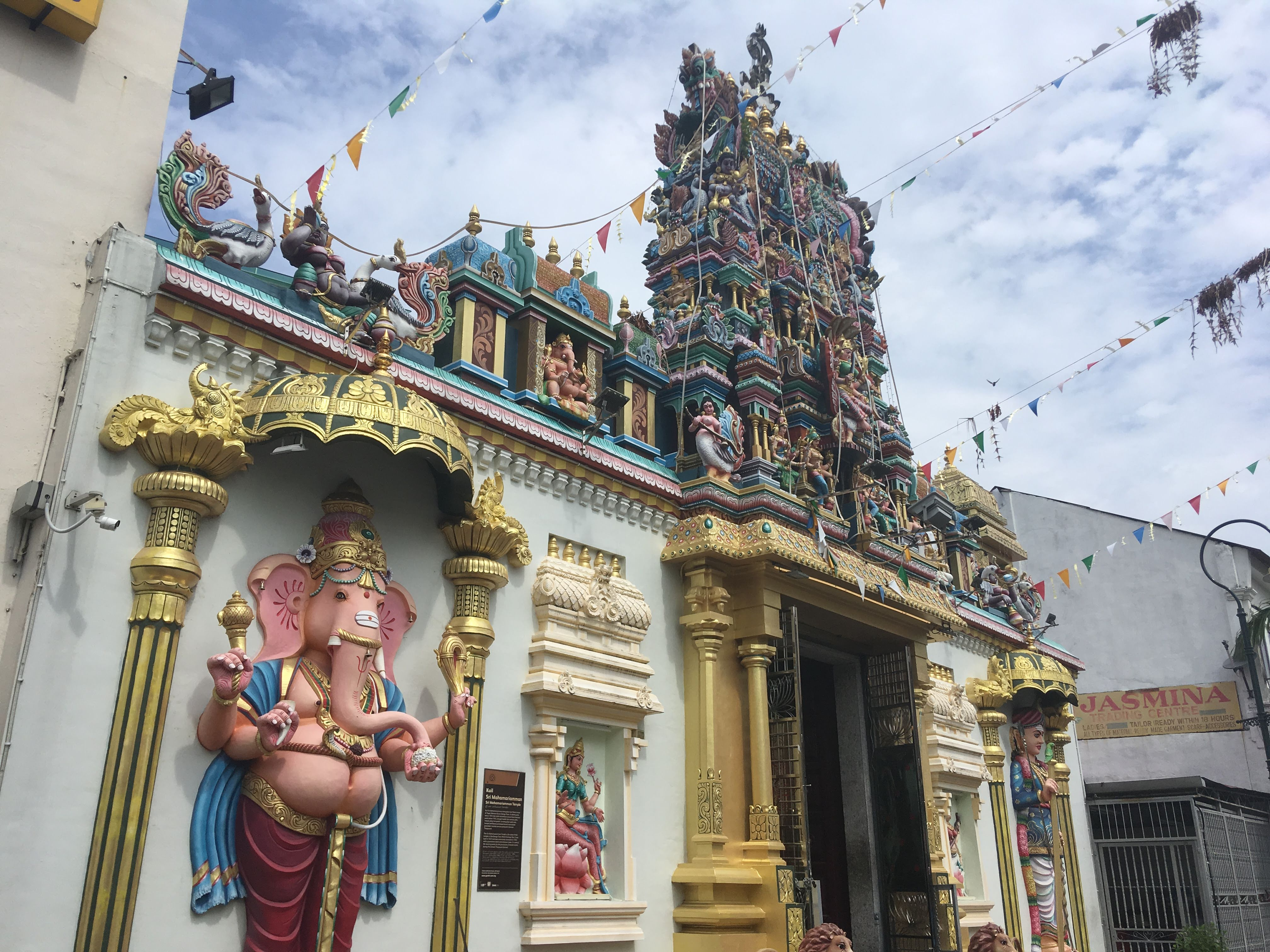

L'interior del temple està esculpit amb imatges de Ganeixa i Murugan, el seu germà. Les vuit figures femenines que adornen els pilars dins del temple són d'Asta Laksmí (deessa de la riquesa). A la paret esquerra hi ha escultures de Nadaraja i Sivakami en una postura de ball de la dansa còsmica. El santuari també disposa d'imatges de Bhairava, Dakshinamurti i Durga. Els Navagraham (nou planetes) es troben a l'angle nord-est del temple.
Un cop cada 12 anys, d'acord amb la tradició hindú, el temple és consagrat. Les consagracions anteriors s'han realitzat els anys 1933, 1958, 1980, 1998 i 2016.
Mariamman és adorada especialment pel poble tàmil que la consideren la seva protectora. És la deessa de la malaltia, la pluja i la protecció i està associada amb enormes poders destructius en l'àmbit físic, i protegeix els seus devots d'esdeveniments profans o demoníacs.
El temple rep una major afluència durant les festivitats de Navarathiri, Chithra Pournami, Divali i Thaipusam. L'any 2008 es va celebrar una gran festa commemorativa pel 175è aniversari del temple.